# Tsachiagijn Elbegdordzj

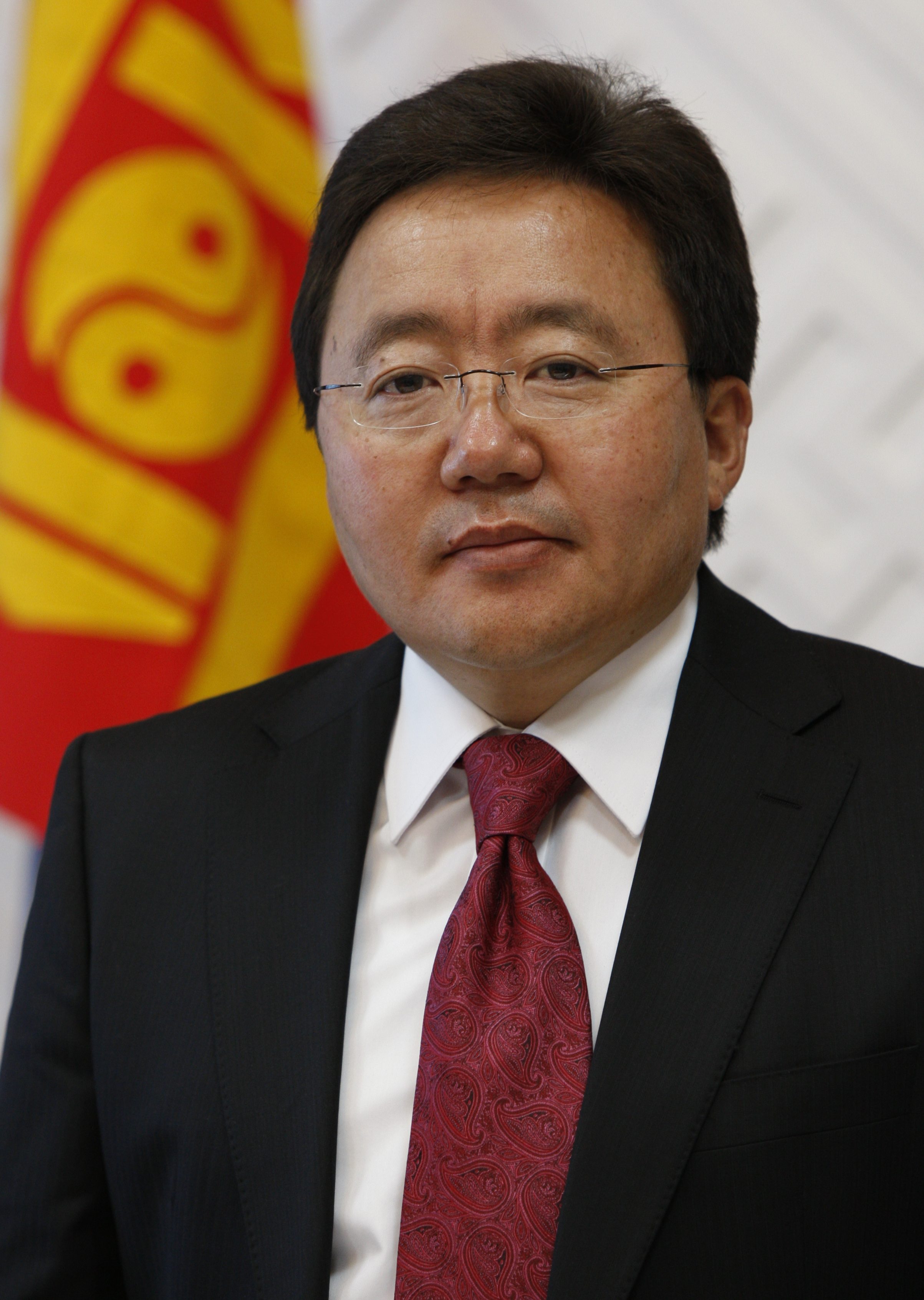
2009

Tsachiagijn Elbegdordzj (Цахиагийн Элбэгдорж), född 30 mars 1963 i Zereg, Chovdprovinsen, Mongoliet, var Mongoliets premiärminister under några månader 1998 samt från 20 augusti 2004 till 11 januari 2006, då hans regering tvingades avgå efter att Mongoliska folkets revolutionära parti lämnat koalitionen; han ersattes 25 januari av Mijeegombyn Enchbold.